# Coromines (Viver)
Coromines és una masia de Viver, al municipi de Viver i Serrateix (Berguedà), inclosa en l'Inventari del Patrimoni Arquitectònic de Catalunya, situada pocs quilòmetres abans d'arribar a l'església parroquial de Viver.

## Descripció
La masia de Coromines és un gran casal que s'ha modificat successivament al llarg dels anys. La base medieval de la casa ha deixat pas a les ampliacions. Bàsicament diferenciada en dos cossos, el més antic es troba orientat a llevant i amb una teulada a doble vessant i el carener paral·lel a la façana.
La masia fou ampliada bàsicament als segles xvii i xviii, amb l'annexió d'una ala lateral de porxos de dos pisos orientada també a llevant, i l'any 1889.
Consta de capella, dedicada a sant Andreu, d'una sola nau i base medieval (segles XIV-XV) amb transformacions i ampliacions juntament amb la gran masia: l'any 1767 i 1942.

## Història
La masia de Coromines es troba ja documentada al segle xii. L'any 1115 Guadall va empenyorar el Mas Corominas al Monestir de Serrateix pel preu de 50 sous i 25 diners, els quals va tornar en la data prefixada. El 1187 el Mas de Coromines figura en l'acta de consagració de l'església parroquial de Sant Miquel de Viver, car pagava delme de cereals, carn, formatge, ous i llana. Al segle xiii consta com una propietat del monestir de Serrateix a la qual pagava censos fins al segle xix.
Fou una gran propietat en constant expansió que als segles XIV-XV bastí la seva capella advocada a sant Andreu.
Esmentada en el fogatge de 1553, amplià les seves propietats al llarg de tota l'època moderna.
La masia de Coromines té un petit arxiu familiar, força incomplet, documentat des del segle xvii.